# صداع نصفي مستمر
الصداع النصفي المستمر Hemicrania continua وتختصر (HC) هو صداع نصفي أحادي مستمر، الذي يستجيب لعقار إندوميثاسين. وهي عادة ما تكون متواصلة، ولكن تم توثيق حالات نادرة من الإسقاط. وهي نوع من أنواع الصداع النصفي الأولي أو الابتدائي. مرضى الصداع النصفي في ألم نصف الرأس المستمر  يعانون من نوبات مستمرة من الصداع،

## التصنيف
جمعية الصداع الدولية في التصنيف الدولي لاضطرابات الصداع يصنف الشقيقة الاستمرارية كاضطراب صداع أساسي.

## معايير التشخيص
العلاج المناسب من أي نوع من الألم يتطلب إجراء تقييم دقيق لنوع من التنافر (فائض أو نقص، أو الحرارة الباردة، والخارجية أو الداخلية)، وبالنظر إلى المعايير التشخيصية التالية لألم نصف الرأس المستمر:
1. صداع لأكثر من 3 أشهر يستوفى بمعايير 3 أخرى:
2. جميع الخصائص التالية:
3. * الألم من جانب واحد دون التحول للجانب الأخر
4. * يومي ومستمر، دون فترات خالية من الألم
5. * شدة معتدلة، ولكن مع تفاقم الألم الشديد
6. واحد على الأقل من الخصائص اللاإرادية التالية تحدث أثناء التفاقم وبنفس الجانب إلى جانب الألم:
7. * احتقان ملتحمة و / أو الدمع
8. * احتقان الأنف و / أو سيلان الأنف
9. * تدلي الجفون و / أو ضيق الحدقة
10. استجابة كاملة لجرعات علاجية من إندوميتاسين، على الرغم من انه لا توجد حالات للشقيقة الاستمرارية التي لا تحسم بالمعالجة بالإندوميتاسين تم توثيقها.[3]

## علم الأمراض
وقد ذكر ان الشقيقة في عام 1881 في الجريدة العلاجية المجلد. 2، من قبل G.S.Davis، وقد استشهد بهذا الحادث في دستور الأدوية الأمريكي الملكي (1898 وطبعات لاحقة) في وصف نوع من الأشجار في جامايكا مسكن قوي، بجرعة منخفضة نسبيا منه يقال تحدث تشنجات وصعوبة التنفس لفترات طويلة أكثر من ست ساعات في امرأة مسنة مصابة بهذه الحالة.
في الآونة الحديثة، وصف ألم نصف الرأس المستمر في عام 1981؛ في ذلك الوقت وصفت حوالي 130 حالة في الأدب. ومع ذلك، فقد أدى ارتفاع الوعي وحالات التشخيص المتكررة على نحو متزايد في عيادات الصداع، ويبدو أنه ليست نادرة مثل هذه الأرقام ضمنا. وتحدث هذه الحالة في كثير من الأحيان في النساء أكثر من الرجال وتميل إلى الظهور لأول مرة في مرحلة البلوغ، على الرغم من أنه تم أيضا أفادات في أطفال لا تتجاوز أعمارهم 5 سنوات.